# Polarisationsmuster

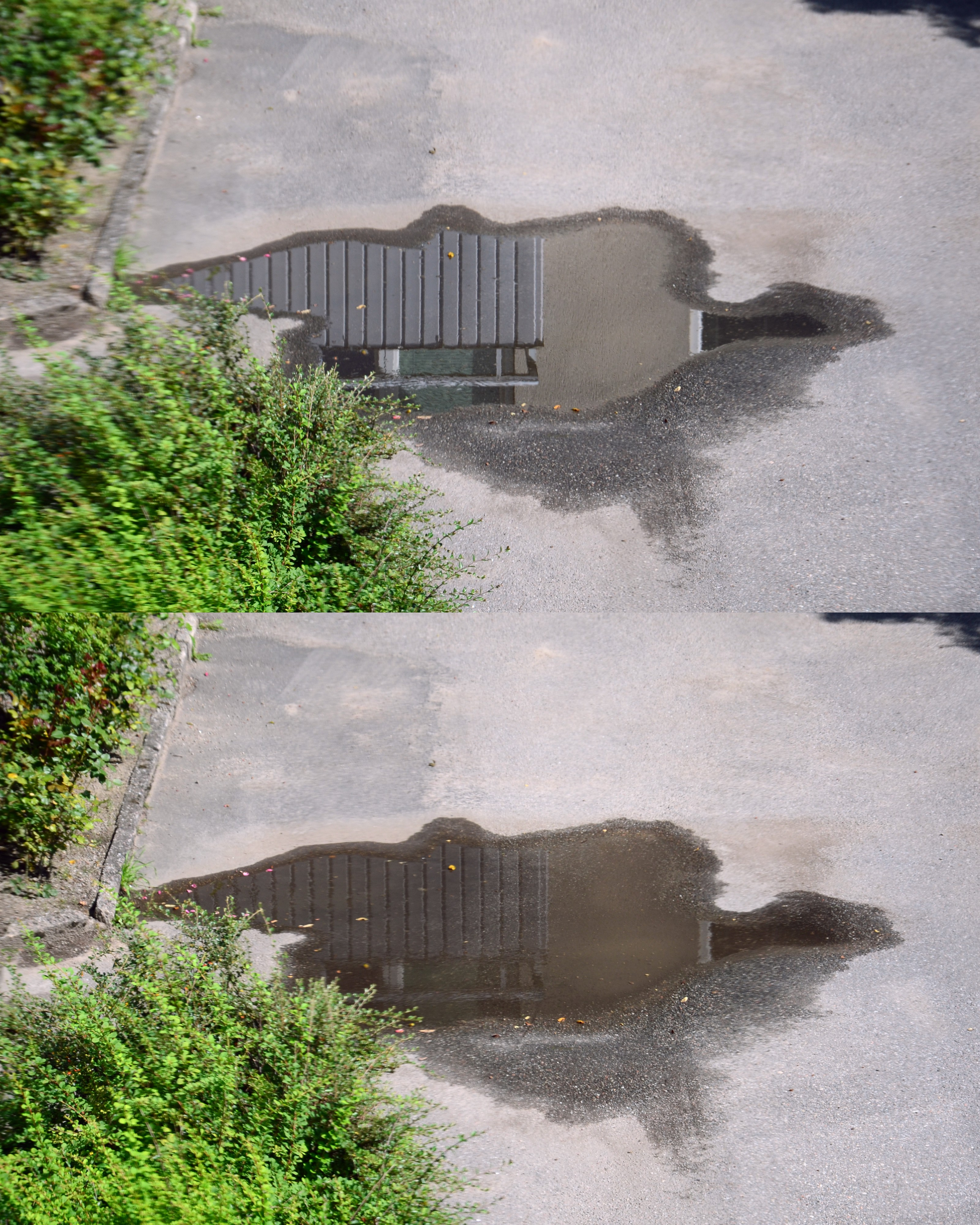
Oben: reflektierende Wasserfläche
Unten: Wasserfläche mit Polarisationsfilter fotografiert

Ein Polarisationsmuster ist eine optische Erscheinung, die ein Muster ergibt, das sich durch unterschiedlich polarisiertes Licht gegenüber der übrigen Umwelt auszeichnet. Das Muster wird in der Regel erkennbar, wenn ein Polarisationsfilter benutzt wird.

## Mustergenerierung

Rayleigh-Streuung

Beobachtung des Haidinger-Büschels am Himmel bei Sonnenuntergang

### Tageshimmel
Die Sonne ist eine Lichtquelle, die unpolarisiertes Licht erzeugt. Durch Rayleigh-Streuung hauptsächlich des blauen Lichtes, kaum des roten, entsteht in der Atmosphäre teil-polarisiertes Himmelsblau. Der polarisierte Anteil trifft auf einen Beobachter im rechten Winkel zum einfallenden Sonnenlicht. Das Polarisationsmuster des Tageshimmels beschreibt ein sehr weites schmales kreisförmiges Band, in dessen Mittelpunkt der Sonnenstand liegt. Meist ist dieses Band nur partiell als Kreisbogen am Firmament vorhanden. Es ist komplett vorhanden, aber kaum erkennbar und erstreckt sich dann über den gesamten Horizont, wenn die Sonne genau im Zenit steht und der Beobachter eine erhöhte Position einnimmt. Bei Sonnenauf- und Untergang besteht das am Firmament abgebildete Polarisationsmuster aus einem Halbkreisband, dessen höchster Punkt den Zenit durchläuft. Vor Sonnenaufgang oder im Polarwinter besteht das Polarisationsmuster aus einem Kreisbogenband, das kleiner als ein Halbkreis ist. Mit Übung ist es auch ohne Hilfsmittel als Haidinger-Büschel bei klarem Himmel während Sonnenauf- oder Untergang wahrnehmbar.

### Wasserflächen
Wasserflächen reflektieren Licht präferentiell zu seiner Schwingungsebene. Flächen mit feuchten und trockenen Stellen machen bei entsprechender Beleuchtung diese Oberflächenbeschaffenheit durch ein auffälliges Polarisationsmuster erkennbar. Sie sind die einzigen natürlichen Flächen, die ein deutliches Polarisationsmuster zeigen.
Ähnliches gilt für anthropogene reflektierende Flächen wie Asphaltstraßen oder Schaufensterscheiben.

### Pflanzen
Einige Blüten locken Insekten durch Polarisationsmuster an.

### Gliederfüßer

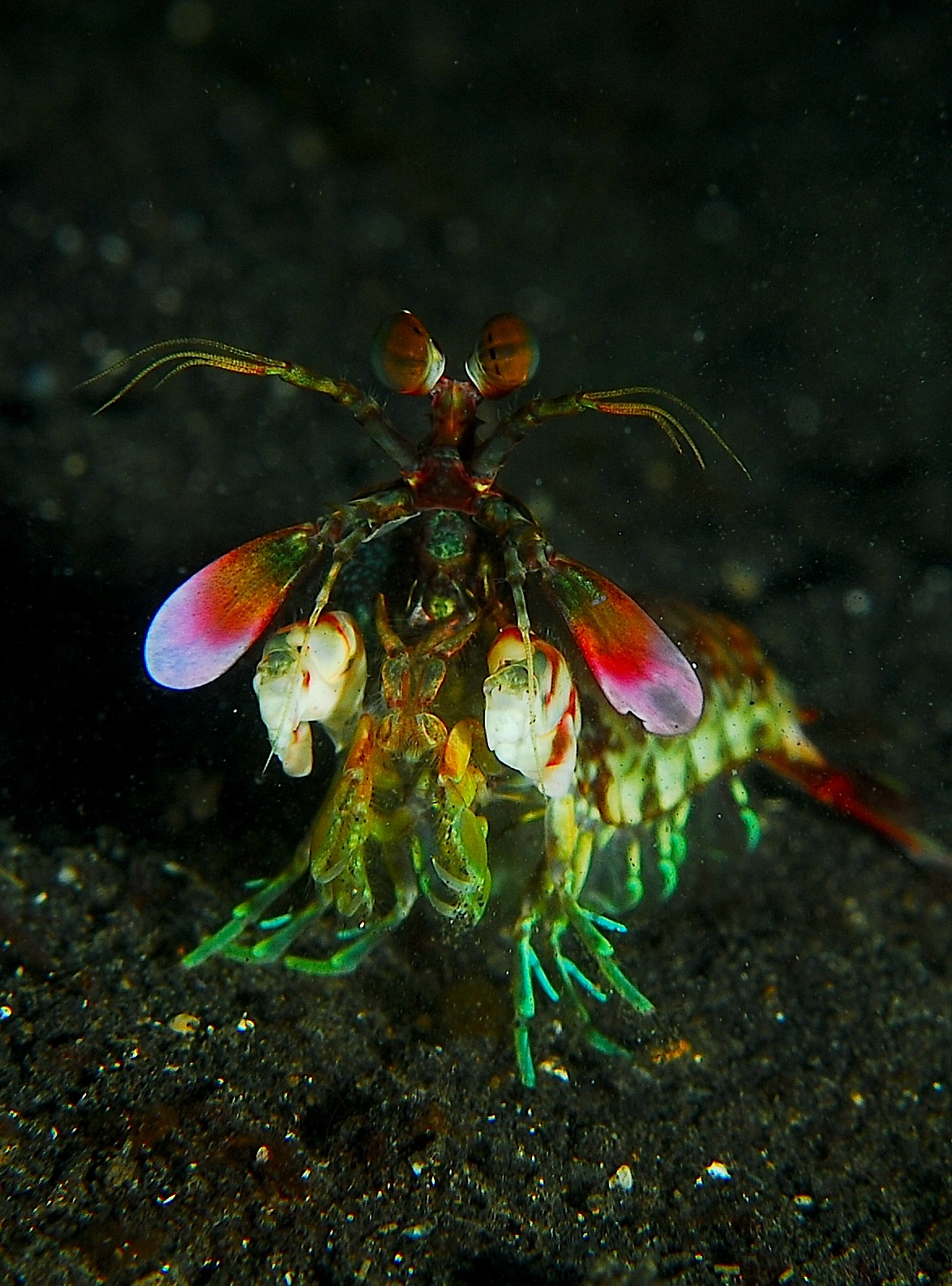
Fangschreckenkrebs Gonodactylus smithii

Die Cuticula mancher Gliederfüßer kann Licht verschiedener Schwingungsebenen unterschiedlich reflektieren. Rosenkäfer und andere Blatthornkäfer sind uns bekannt als stark lichtreflektierend. Sie reflektieren jedoch nur links zirkulär polarisiertes Licht und erzeugen so ein spezielles Polarisationsmuster. Nicht nur Käfer (besonders auch Prachtkäfer) oder andere Insekten können Polarisationsmuster erzeugen, sondern auch Krebse (z. B. Fangschreckenkrebse).
Die auffallend bunten Schmetterlingsflügel können ebenfalls Polarisationsmuster produzieren, die allerdings meist nicht durch die Schuppen erzeugt werden, sondern eher durch die darunterliegende Cuticula. Die transparenten Schuppen der Ritterfalter (wie Schwalbenschwanz) reflektieren jedoch Polarisationsmuster.
Fangschreckenkrebse kommen in einer Vielzahl von Farben vor, mit schillernden Mustern auf ihrer Körperoberfläche und insbesondere auf ihren Antennen und ihrem Telson.

### Technische Erzeugung
Polarisiertes Licht und Polarisationsmuster können durch unterschiedliche Techniken erzeugt werden, z. B. mittels Polarisationsfilter. Ein LCD-Monitor gibt linear polarisiertes Licht ab.

## Mustererkennung

### Menschliches Auge
Das menschliche Auge kann unterschiedliche Schwingungsebenen polarisierten Lichtes nicht bei direkter Betrachtung differenzieren.
Schaut ein Beobachter wenige Sekunden starr auf ein Polarisationsmuster und ändert dann die Kopfhaltung ein wenig, ohne seine Blickrichtung zu ändern, kann mit einiger Übung eine diffuse gelbe oder blaue Erscheinung wahrgenommen werden. Diese Fähigkeit ist seit 1844 bekannt durch Wilhelm Ritter von Haidinger unter dem Begriff „Haidinger-Büschel“. Beobachter beschreiben das Haidinger-Büschel als diffuse, gelbliche Form, die in der Mitte eingeschnürt ist und von einer entsprechenden bläulich-violetten Form in der Mitte senkrecht geschnitten wird (ähnlich einem vierblättrigen Kleeblatt). Die Erscheinung ist sehr unauffällig, weshalb für die Beobachtung ein einfarbiger Hintergrund ohne ablenkende Muster empfohlen wird. Die beiden wahrnehmbaren Farben (bläulich-violett und gelb) sind Komplementärfarben. Je nach Beobachtungssituation kann es für ein und denselben Betrachter unterschiedlich sein, ob er den gelben oder den bläulichen Arm des Büschels als durchgängigen Streifen sieht.
Das Haidinger-Büschel ist kein direktes optisches Ereignis, sondern entsteht wie ein Nachbild bei der Verarbeitung der optischen Wahrnehmung. Es lässt sich daher fotografisch nicht reproduzieren. Wenn der Beobachter lange genug wartet, bis die Erscheinung verblasst und dann den Blick abwendet zu einer unpolarisierten Quelle, wird kurz ein negatives Nachbild erscheinen, mit dem früheren gelben Arm nun in blau und umgekehrt.

Polarisationsfilter in verschiedenen Orientierungen vor einem LCD-Monitor, der polarisiertes Licht abgibt

### Hilfsmittel
Beim Blick durch einen Polarisationsfilter kann durch Drehen polarisiertes Licht anhand der verminderten Lichttransmission ausfindig gemacht werden und erlaubt also, ein Polarisationsmuster abzusuchen. Jedoch wird bei dieser Methode eher ein Muster erkennbar, das in großen Teilen einheitlich polarisiert ist, als Muster, die sich aus unterschiedlich polarisiertem Licht zusammensetzen. Für die fotografische Darstellung mittels Polarisationsfilter gilt, dass nur einheitlich polarisierte Muster darstellbar sind.
Zu beachten ist, dass die Darstellung mittels Polfiltern immer eine Verminderung des Lichtes mit sich bringt und also im Vergleich ohne Polfilter die dunkleren Bereiche betrifft. Auch ist es fotografisch mit Polfilter kaum möglich, Muster unterschiedlicher Polarisierung ganzheitlich zu erfassen, außer durch Einzelbildanalyse. Eine fotografisch gelungene Darstellung des Himmelspolarisationsmusters ist nicht bekannt. Im Gegensatz zur fotografischen Erfassung mittels Polarisationsfilter erlaubt die physiologische Wahrnehmung oft eine komplexe Mustererkennung.
Über eine Anwendung als Sonnenstein (sólsteinn) durch die Wikinger als Navigationshilfe wird spekuliert. Diese Methode stößt bei Hochnebel an ihre Grenzen.

### Gliederfüßer

#### Insekten
Im Gegensatz zum menschlichen Auge können die meisten Insekten polarisiertes Licht wahrnehmen, was sie zur Feststellung des Sonnen- oder Mondstands bei bedecktem Himmel, zum Auffinden von Wasserflächen, Blüten oder Artgenossen nutzen, die ein Polarisationsmuster darbieten.
Der erstmalige Nachweis der differentiellen Wahrnehmung polarisierten Lichtes durch Insekten gelang bei Bienen durch Untersuchungen von Karl von Frisch.
Wüstenameisen orientieren sich bei ihrer oft weiträumigen Beutesuche am Polarisationsmuster des Himmels.
Schmetterlinge (z. B. Papilio) finden Blüten mit Polarisationsmustern, teilweise auch im Mondlicht.
Im Sonnenlicht umherfliegende Wasserwanzen (Notonecta glauca) finden Wasserflächen auch aufgrund deren Polarisationseigenschaften.

#### Fangschreckenkrebse
Viele Fangschreckenkrebse können polarisiertes Licht wahrnehmen und differenzieren, auch zirkular polarisiertes.
Die Wahrnehmung des Himmels-Polarisationsmusters können Fangschreckenkrebse nutzen, um sich in ihrem Lebensraum zu orientieren.
Fangschreckenkrebse besitzen ein komplexes Sozialverhalten, das sich besonders bei Territorialstreitigkeiten zeigt: Sie reagieren prompt auf Eindringlinge, kommunizieren aber überwiegend mit wimpelartigen Fortsätzen am Kopf, sodass tödliche Revierkämpfe ausbleiben. Diese vehement bewegten Fortsätze, Antennen und das Telson reflektieren besonders gut polarisiertes Licht, das die Krebse deutlich erkennen können und zum innerartlichen Signalaustausch nutzen.